# Фааа
Фааа (на таитянски: Faa’a) е град на остров Таити, който се води предградие на Папеете, административната столица на Френска Полинезия. При преброяването от 2017 г. Фааа има население от 29 506, което го прави най-гъсто населения град на Таити и във Френска Полинезия. Фааа има много планини във вътрешността на страната, които достигат височина до 1500 м (5000 фута). Планината Марау е изчезнал вулкан. 

## Политика
Фааа е политическа крепост на лидера на независимостта Оскар Темару, който е бил три пъти президент на Френска Полинезия през 2004, 2005–2006, 2007 и 2011-2013.

## Въздушен транспорт
Международното летище Фааа е голямо летище, разположено в северната част на община Фааа, на около 5 км (3,1 мили) югозападно от центъра на Папеете. То е единственото международно летище във Френска Полинезия. Пътуващите до другите острови трябва да идват на това летище за международни полети. Някои от международните полети от летището отиват до Лос Анджелис, Калифорния; Токио, Япония и Окланд, Нова Зеландия. Летището е лесно достъпно от центъра на Фааа. Летищните совалки и автобуси на Таити идват до паркинга. Има кокосови дървета. Цветя от местните ферми се изпращат до летището, за да бъдат раздадени на пристигащите пътници.

## Магистрали и пътища
Магистралата на Западното крайбрежие на Таити минава през общината от Папеете до Теахупо. В Фааа има много други пътища. Автобусният транспорт на Таити се движи около района на Папеете. Пътният трафик във Фааа е малък. Има мостове над многото канали и малки реки, които текат през Фааа . Много от жителите на Фааа имат камиони Форд или Тойота. Превозни средства се предлагат в центъра на град Папеете. Има малко търговци на автомобили във Фааа. Жителите, които имат автомобили за продажба, често паркират на улицата с табела за продажба, показваща цената и телефон за връзка. Повечето от улиците са асфалтирани.

## Местоположение и география
Фааа се намира в северозападната част на Таити. Само на 6 километра (4 мили) южно от центъра на град Папеете, пистата на международното летище Фааа е построена върху коралов риф, тъй като има ограничена равнинна земя. На юг от летището има лек залив, където се движат пътищата и магистралите. Фааа е в северозападна Френска Полинезия. Река Папеноо е доста близо. Планината Орохена се намира във Фааа и е най-високата точка във Френска Полинезия на 2200 м (7300 фута). Таити е точно на югоизток от града. Лос Анджелис, Калифорния се намира на 6616 км (4111 мили) североизточно, Сантяго, Чили е на 3400 км (2100 мили) източно, а Сидни, Австралия се намира на 3200 км (2000 мили) западно. Великденският остров е недалеч на изток от Фааа. Нова Каледония се намира не много далеч на запад от Фааа.

## Климат
Фааа се намира в тропически мусонен климатичен пояс и поради това изпитва много малки сезонни вариации.
Циклони са ударили Фааа около 10 пъти, причинявайки големи щети на по-ниските кварталите. 

## Образование
Университетът на Френска Полинезия се намира в централната част на Фааа. В този университет идват студенти от много други острови, тъй като той е единственият на територията. Това е сравнително малък университет с около 2000 студенти. В кварталите има начални и средни училища и гимназии, разположени във вътрешността на страната. Повечето от училищата са в отделни сгради. В началните училища има около пет паралелки на клас. Някои семейства карат децата им да ходят на училище в други страни като Съединените щати или Нова Зеландия, като предпочитан е Калифорнийския университет в Лос Анджелис. Основният предмет в училищата във Фааа е математиката.

## История на Фааа

### Ранни заселници
Фааа е заселен за първи път от пътешественици от Азия, които пристигат с канута през 700 г. По това време заселниците от Азия правят малки къщи от трева и дърво. Фааа по това време има само 400 жители. Жителите се изхранвали основно с риба. Скоро много повече заселници идват от Азия, което увеличава населението до 700 г. до 1220 г. Някои от хората се хранят с хлебни плодове и банани от бананови дървета. До 1300 г. Фааа има около 1000 жители. Във Фааа се появяват къщички по плажа, много близо една до друга. Някои от жителите са оставяли отворени пространства, за да могат децата им да играят. Някои от ранните таитяни са правили малки огньове от листа, за да се стоплят през зимата. До 1330-те години 1300 жители са се заселили във Фааа. Повечето от заселниците преместват къщите си навътре, тъй като плажната ивица често е била наводнена по време на циклони и приливи. Таитяните се преселили в малките долини близо до планината Орохена. Много от ранните полинезийци са пътували с кану до Муреа и обратно много пъти. Били са много внимателни с каменните риби във водата.

### Европейски заселници
Европейските заселници да дошли през 1500-те години. Капитан Джеймс Кук е бил първият европейски посетител. Първо той е дошъл в Муреа, но след това е отплавал за Таити. Всички таитяни се чудели кой е той и защо е тук. След това той напуснал Таити и заминал да изследва други острови в Тихия океан. По-късно той е достигнал до Нова Зеландия и източното крайбрежие на Австралия. Тогава Чарлз Дарвин е дошъл на експедицията до Таити. В края на 1800 г. Фааа има население от 2000 жители. Някои от жителите са заминали за Калифорния, включвайки се в Калифорнийската златна треска, за да търсят нов живот. Фааа е бил част от Кралство Таити до анексията през 1880 г. По крайбрежието на Фааа е имало много сгради, направени от дърво. Някои малки пазари, продаващи банани и други плодове, са били доста оживени. Жителите на Муреа са идвали да пазаруват плодове от пазарите. 

### Модерен Фааа
В началото на 1900 г. населението на Фааа е нараснало до 5000 души. Пазарите вече предлагат по голям асортимент от стоки. Центърът на Фааа беше много натоварен. Международното летище Faa'a е построено тук през 1962 г. Един от първите самолети на летището е на Air Tahiti. Международните авиокомпании като Air Tahiti Nui са създадени в края на 90-те години. Air Moorea изпълнява няколко полета дневно между Таити и Муреа. През 2007 г. самолет се разбива в лагуната и 20 души загиват.  Днес Фааа има население от близо 30 000 души.

### Дати
- 700

Районът на Фааа е заселен за първи път от ранни полинезийци
- 900

Фааа има къщи по плажа и във вътрешността
- 1600

Населението на Фааа нараства до 1500 души
- 1777

Капитан Джеймс Кук е първият европеец, който кацна на Таити
- 1855

Много жители на Фааа заминават за Калифорнийската златна треска
- 1910

Фааа има повече от 5000 жители
- 1962

Международното летище Faa'a е открито
- 1998

Основана е Air Tahiti Nui

## Икономика
Air Tahiti има главен офис на територията на летището във Фааа. Във града има много супермаркети. В супермаркетите се продават предимно хляб, мляко, плодове и сладолед. В центъра на Фааа се намира и един от най-големите молове във Френска Полинезия. Разполага с магазин за дрехи, пазар и магазин за сувенири. . Вече несъществуващата Air Moorea е имала главен офис във Фааа. Много хора, живеят във Фааа, но работят в други градове. Във Фааа има Макдоналдс, който е близо до обществения плаж. Пристанището на Папеете има много работници, които живеят във Фааа. В общината има Карфур.

### Селско стопанство
Фермите във Фааа обикновено се намират в планините на изток. Всички ферми са на повече от 300 м (1000 фута) над средното морско равнище, далеч от бреговата линия. Фермите в планините отглеждат таитянски цветя. Цветята се берат и обикновено се изпращат до международното летище Faa'a, за да поздравят пътниците, които току-що пристигат. По нивите има много трактори, които изорават пръстта. Банановите дървета са в изобилие в цяла Фааа, а също и са основен износ за други острови. Във фермите се срещат и много ягоди. Картофите, ябълките и малините са други основни плодове, отглеждани във фермите на Фааа. Училищните обяди обикновено съдържат плодове от тези ферми. Фабриката за сок Moorea е основна фабрика за сокове на Moorea, която изнася сока си за Фааа.

### Технологии
Фааа е пълен с мобилни телефони. Градът има големи индустриални долини далеч във вътрешността. В тези области има и хардуерна индустрия. 

## Музика
Носната флейта (vivo) е популярен инструмент във Френска Полинезия. Таитянските барабани (toere) също са популярни и се правят от кухи стволове на дървета и животински кожи. Жителите на Фааа могат да вземат уроци в Университета на Френска Полинезия.

## Изкуство
В планините на Фааа има музеи на изкуството. Планините на Таити и другите острови са вдъхновили Пол Гоген. Някои картини могат да бъдат намерени в музеите, които са много популярна туристическа атракция. Musee de la Perle е основен музей на изкуствата в близкия Папеете. Къщата на Джеймс Норман Хол е била имение в Аруе. Сега това е известен музей, който е основна туристическа атракция. Художествени галерии се намират в целия остров Таити, 10 от които се намират в Папеете.